# Letiště Frankfurt nad Mohanem
Letiště Frankfurt nad Mohanem (německy Rhein-Main-Flughafen či Flughafen Frankfurt am Main, IATA: FRA, ICAO: EDDF) je největší německé letiště. Nachází se na území velkoměsta Frankfurtu nad Mohanem přibližně dvanáct kilometrů jihozápadně od jeho centra. Je leteckou základnou pro společnosti AeroLogic, Condor, Lufthansa, Lufthansa CityLine, Lufthansa Cargo a Ryanair (2017). Zabírá plochu 2160 hektarů a má celkem čtyři Vzletové a přistávací dráhy.
V roce 2023 letiště odbavilo 60 milionu cestujících, což znamenalo 7,8% nárůst proti roku 2017.

## Historie

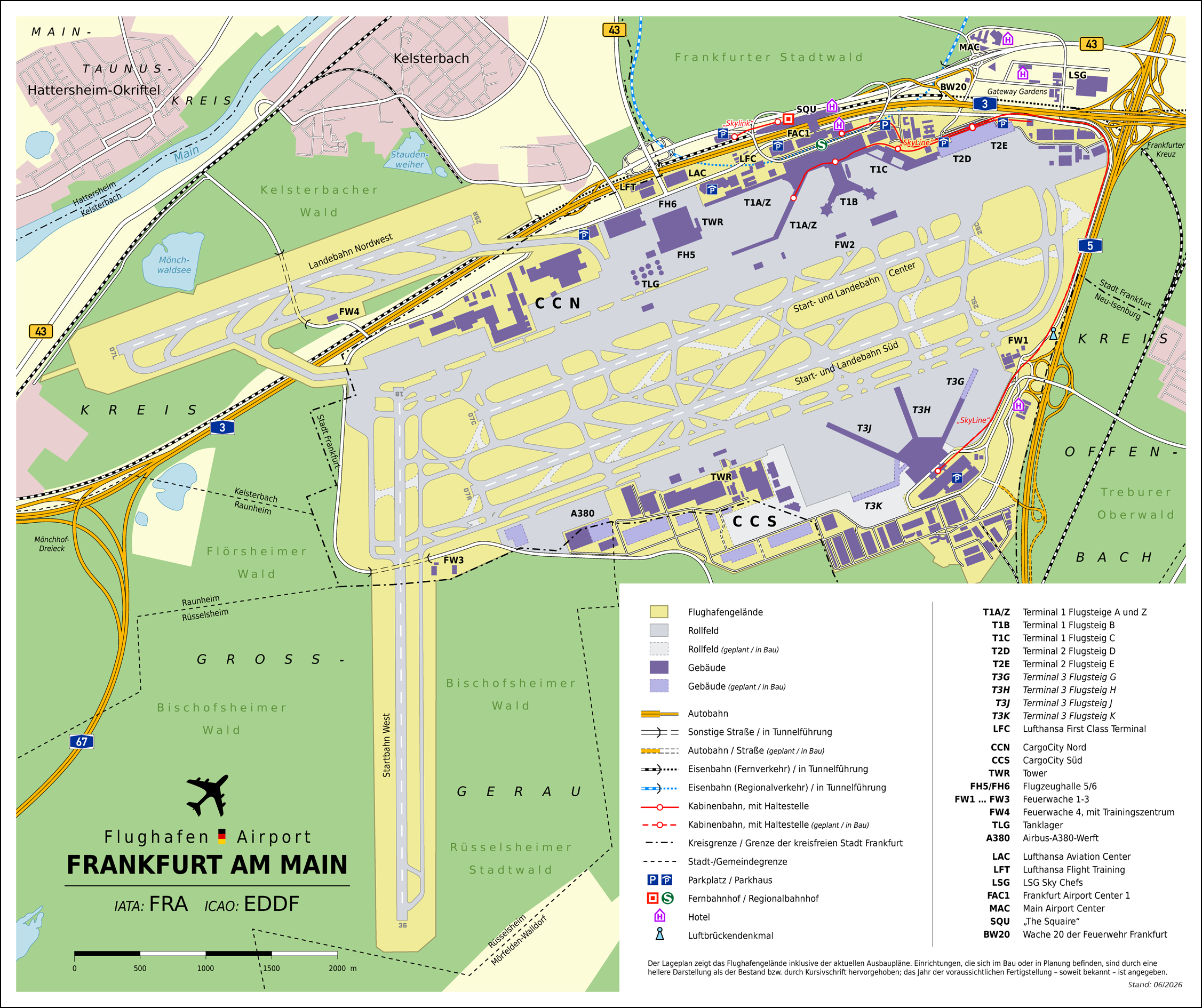
Mapa letiště (říjen 2011)

Letiště s tehdejším názvem Letiště Rýn-Mohan a základna pro vzducholodě bylo slavnostně otevřeno 8. července 1936. V následujících letech se letiště stalo základnou dvou největších německých vzducholodí: Graf Zeppelin a Hindenburg. Bylo naplánováno, že se Frankfurt stane nejvýznamnější destinací v Německu, ale po katastrofické nehodě Hindenburgu 6. května 1937 v americkém Lakehurstu éra vzducholodí náhle skončila.
Během druhé světové války z letiště operovaly nacistické jednotky Luftwaffe, které odsud vysílaly své jednotky do Francie. V srpnu 1944 byl ve Frankfurtu zřízen koncentrační tábor a židovské vězeňkyně byly nuceny pracovat na letišti. Při bombardování Frankfurtu spojenci v roce 1944 zničili dráhu i budovy. V roce 1945 připadlo letiště Frankfurt Spojeným státům, které zde po kapitulaci Německa po válce začaly budovat nové letiště a svou základnu.
V roce 1948 začalo západní Německo dodávat letecky jídlo a palivo pro Západní Berlín, k němuž tehdy pozemní přístupové cesty blokoval SSSR (tzv. Berlínská blokáda), a letiště Frankfurt bylo jedním ze tří letišť, odkud tato letadla startovala (ta další dvě byla Hamburk a Hannover). Tento letecký most trval až do září 1949, kdy SSSR blokádu ukončil. Později v roce 1951 začala osobní doprava na letišti stoupat a už o dva roky později letiště odbavilo kolem půl milionu cestujících. Po zrušení spojeneckých poválečných restrikcí mohla opět letadla svobodně létat a byla vystavěna první dráha s délkou až 3 km. V 60. letech se letiště stalo druhým největším v Evropě a bylo rozhodnuto vystavět nový terminál. V 70. letech byla postavena druhá dráha s délkou 3,7 km a nový hangár pro šest proudových letadel.
Po vystavění nového terminálu (tzv. Centrálního terminálu) v roce 1972 bylo spolu s ním otevřeno i nové nádraží. Třetí dráhu vystavěli v roce 1984 a o šest let později i druhý terminál, který snížil obrovské množství cestujících z prvního terminálu. V roce 1999 bylo otevřeno druhé vlakové nádraží pro dálkové vlaky InterCityExpress do Kolína. V roce 2005 vojenskou základnu Rýn Mohan zavřeli a prostor byl přičleněn k letišti. Od roku 2005 až do 2007 prošly oba terminály rekonstrukcí, protože Lufthansa chtěla do své flotily přidat i Airbus A380. Ten byl uveden do provozu v červnu 2010 a byl pokřtěn ve Frankfurtu. Čtvrtá dráha byla oficiálně otevřena v říjnu 2011 po přistání samotné německé kancléřky Angely Merkelové.
V únoru 2012 byla zprovozněna mezi parkovištěm v budově The Squaire automaticky ovládaná lanovka. Jede v délce 310 metrů a ve výšce 18 metrů.
V roce 2015 začala výstavba 3. terminálu a první ze tří plánovaných bran terminálu 3 byla dokončena v roce 2022. Kompletní dokončení a zprovoznění Terminálu 3 má být uvedeno do provozu v roce 2026.

## Infrastruktura
Frankfurtské letiště tvoří dva velké terminály a menší prvotřídní terminál, který slouží pouze pro leteckou společnost Lufthansa. Letiště Frankfurt nad Mohanem bylo také jedním z prvních letišť s plně automatickým odbavováním zavazadel.
Letiště má tři rovnoběžné vzletové a přistávací dráhy ve směru východ - západ a jednu dráhu použitelnou pouze pro vzlety jižním směrem postavenou ve směru sever - jih. Všechny dráhy jsou dlouhé 4000 metrů. Dvě starší rovnoběžné dráhy sice nemohou být provozovány nezávisle na sobě (příjezd ke vzdálenější vede přes bližší), avšak mohou být používány současně.

### Terminál 1

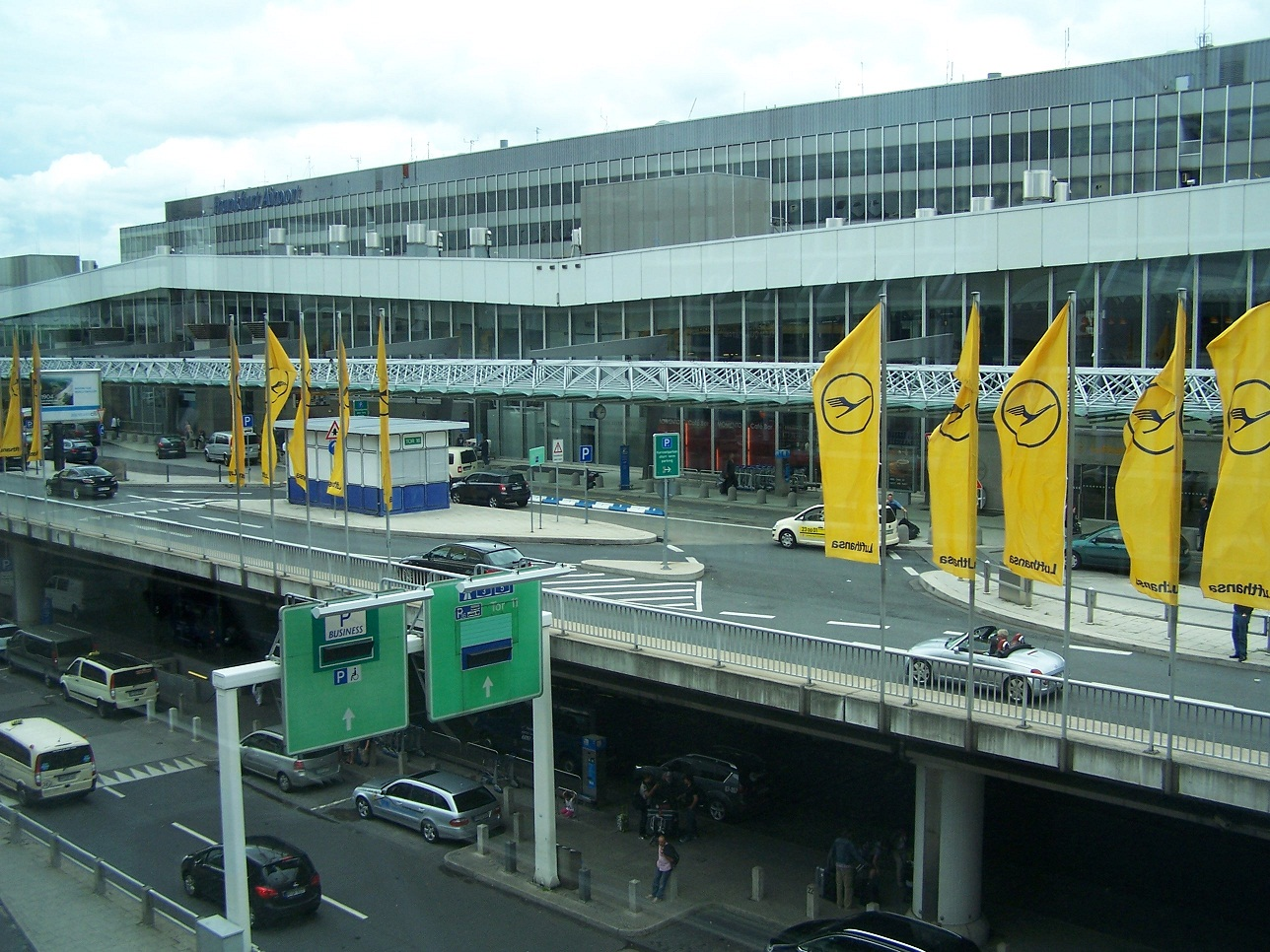
Terminál 1

Terminál 1 je starší a větší než druhý terminál, s kapacitou přibližně 50 milionů cestujících. Je rozdělen na 4 odbavovací haly: A, B, C a Z a veřejná část je dlouhá 420 metrů. Obsluhuje spíše větší letadla, jako např. Airbus A380, kvůli čemuž byl terminál rozšířen o 800 metrů. Terminál má 3 části: odletovou halu, příletovou halu a výdej zavazadel, pod ním se nachází podzemní víceúrovňové parkoviště.
Slouží pro přílety a odlety do:
- Sousedních států: Rakouska, Švýcarska, Belgie
- Asie: Turecko, Čína, Japonsko, Thajsko, Singapur
- Afriky: Jihoafrická republika
- Evropy: Řecko, Skandinávie
- Ameriky: Spojené státy a Kanada

### Terminál 2

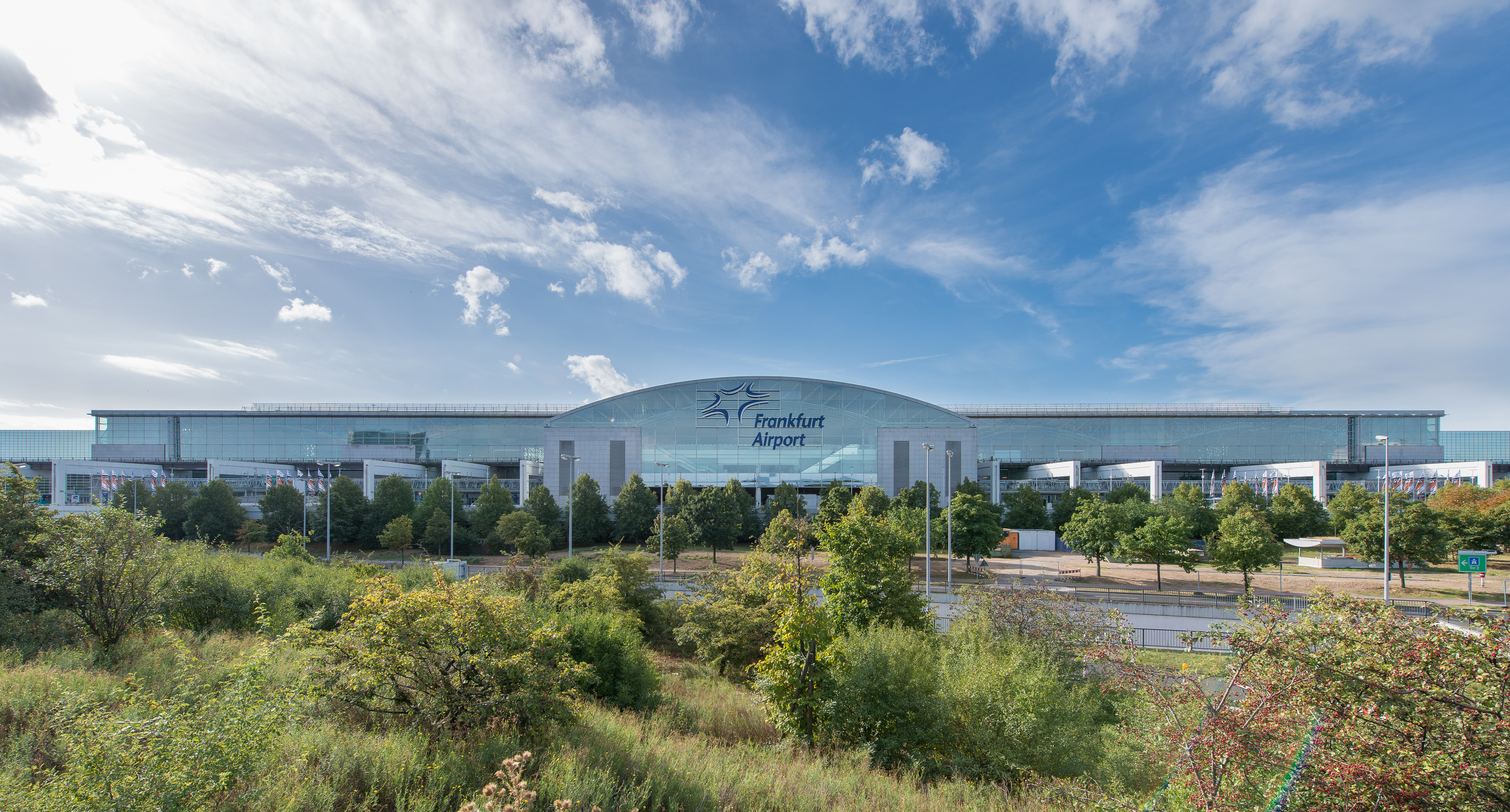
Nový Terminál 2

Terminál 2 byl otevřen v roce 1994 a je rozdělen na odbavovací haly D a E. Přímý, ale neveřejný přístup mezi terminálem 1 a 2 tvoří veřejná prostranství C a D. Jeho kapacita je přibližně 15 milionů cestujících a má 42 parkovacích míst pro letadla. Pod terminálem se nachází železniční stanice Frankfurt am Main Flughafen Fernbahnhof, kam přijíždějí vlaky každé 2 minuty. Kromě železniční stanice zde jezdí i autobusová doprava.
Slouží pro přílety a odlety do:
- Evropa: Spojené království, Francie, Nizozemsko, Itálie, Rusko, Španělsko, Finsko, Česko, Rumunsko, Irsko, Lotyšsko, Bělorusko, Černá Hora, Ukrajina, Island, Polsko
- Asie: Čína, Vietnam, Jižní Korea, Tchaj-wan, Saúdská Arábie, Spojené arabské emiráty, Japonsko, Kuvajt, Jordánsko, Turecko, Malajsie, Libanon, Jemen, Uzbekistán, Kazachstán, Turecko, Tádžikistán, Turkmenistán, Ázerbájdžán, Irák, Omán, Srí Lanka
- Afrika: Namibie
- Amerika: USA

### Terminál 3
Terminál 3 byl postaven v první fázi výstavby mezi lety 2019 až 2022. První část používá 13 východů a 22 odbavovacích přepážek. Od roku 2022 je k terminálu příjezd pouze po silnici a počítá se s napojením na železniční trať Mannheim – Frankfurt nad Mohanem. Dokončení zbývající stavby Terminálu 3 je plánováno na rok 2026.

### First Class Terminal Lufthansa

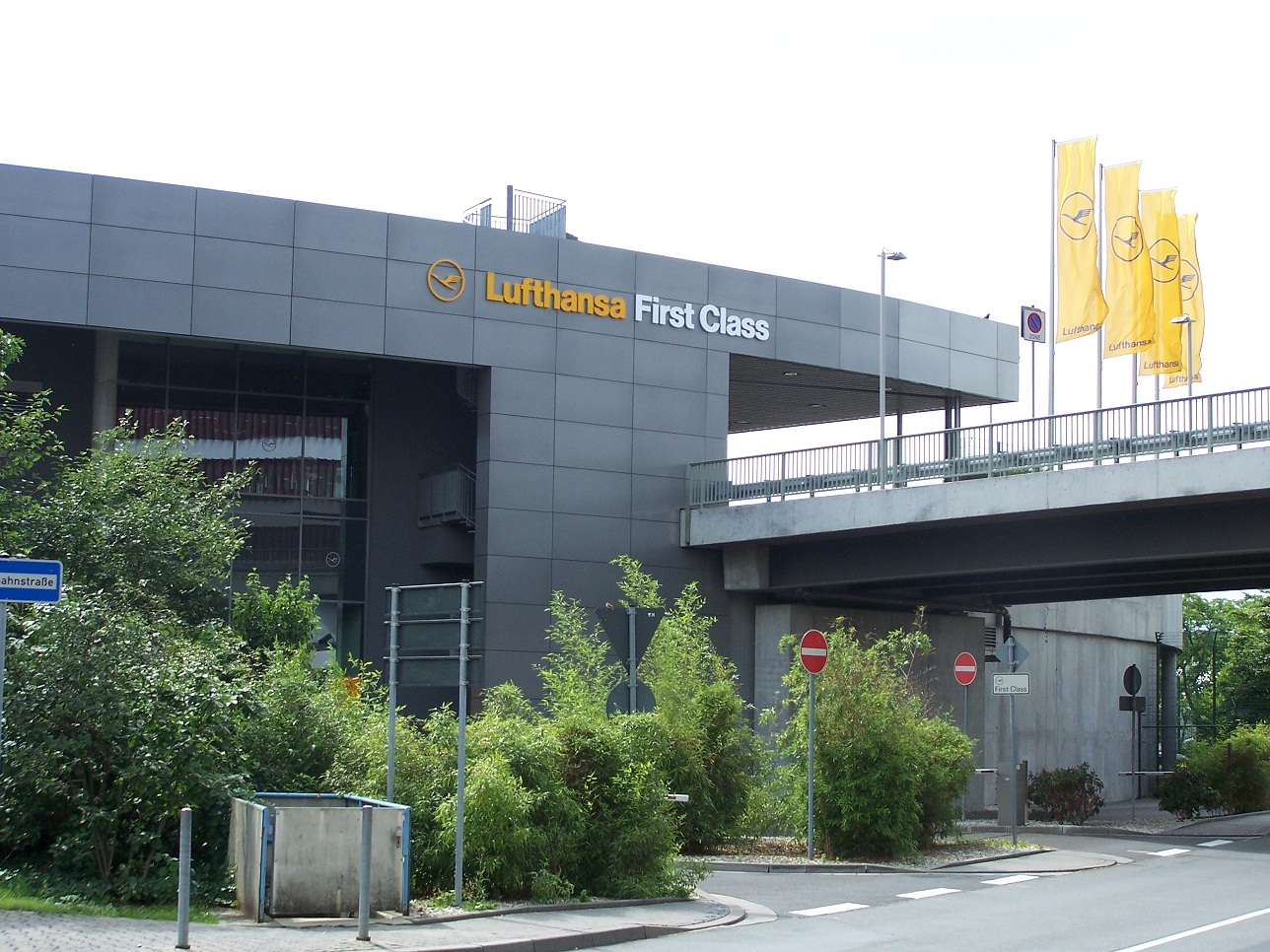
First Class Terminal společnosti Lufthansa

Společnost Lufthansa si provozuje vlastní terminál pouze pro VIP cestující. Je přístupný také pro pasažéry Swiss a Austrian Airlines s palubní vstupenkou do business třídy. Tento terminál má 200 zaměstnanců a odbaví asi 300 cestujících denně. Poskytuje bezpečnostní prohlídky, celní řízení, parkoviště s výhledem na oblohu, restaurace, místnost pro kuřáky a lázně. Cestující jsou z terminálu přímo dovezeni luxusními Mercedesy třídy S do letadla.

## Dopravní dostupnost

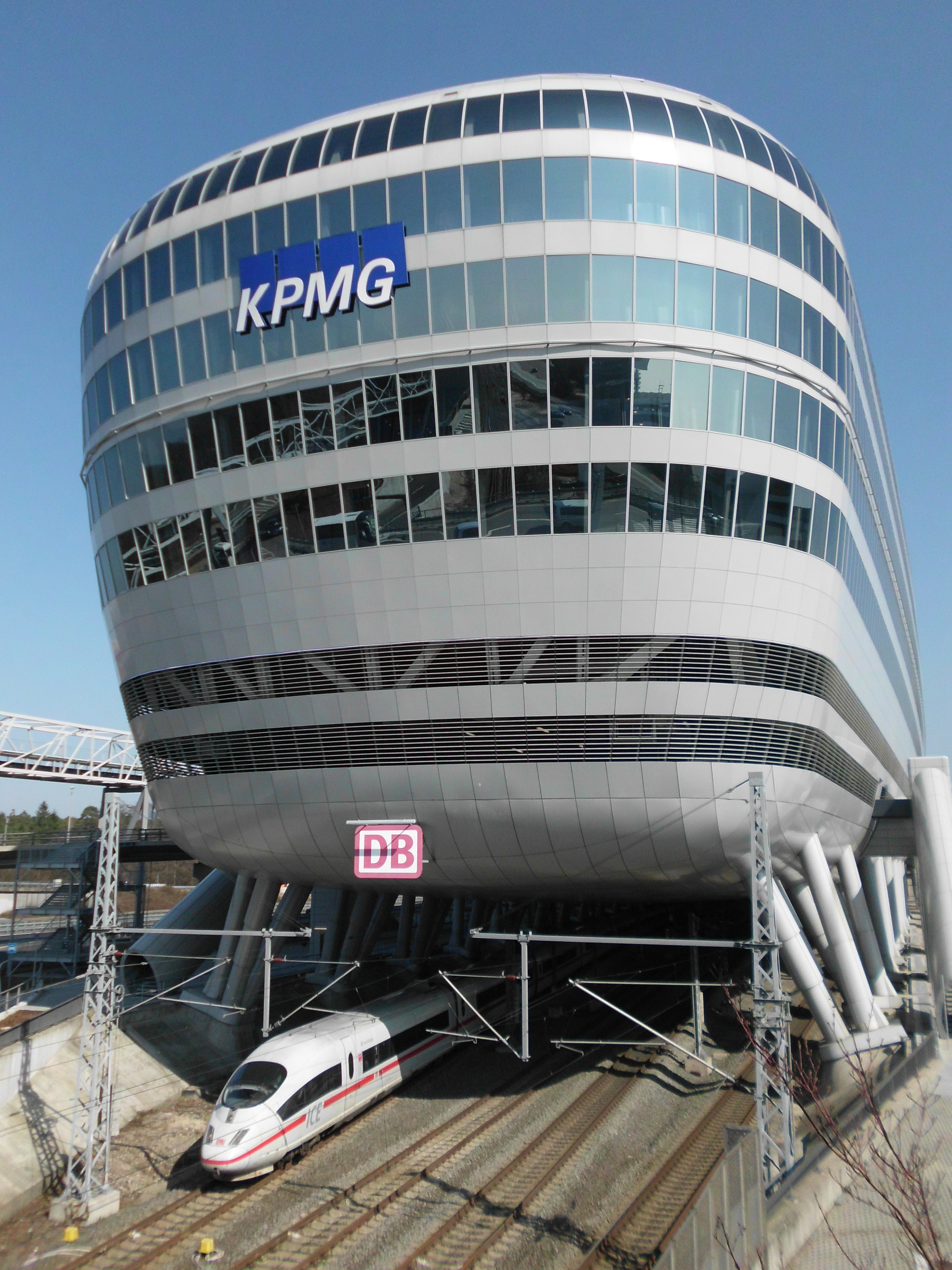
Letiště dálkové vlakové nádraží s ICE 3

Na severním okraji letiště vede dálnice A3 a na východní straně letiště dálnice A5. Obě dálnice mají křižovatku v bezprostřední blízkosti letiště. 
Letiště má dostupnost i pomocí autobusových linek na vlakové nádraží ve Frankfurtu. Letiště je napojeno i na železniční síť Deutsche Bahn, prostřednictvím dvou vlakových zastávek.

## Statistika pozemní přepravy na letiště
Letiště ve Frankfurtu nad Mohanem je největší letiště v Německu, před letištěm v Mnichově. V roce 2006, 29,5% z 12 299 192 pasažérů, kteří cestovali letadlem přímo z Frankfurtu, přijelo soukromým vozem, 27,9% přicestovalo vlakem, 20,4% taxíkem, 11,1% dlouhodobě zaparkovalo svůj vůz na letišti, 5,3% přijelo autobusem a 4,6% přicestovalo vozem z autopůjčovny.
V roce 2023 letiště odbavilo cca 60 000 000 pasažérů a přepravilo cca 2 000 000 tun nákladu.

## Statistiky
| Rok  | cestujících | nákladní doprava (t) | letecká pošta (t) | pohybů  |
| ---- | ----------- | -------------------- | ----------------- | ------- |
| 1950 | 195 330     | 3 652                | 1.616             | 13.076  |
| 1960 | 2 172 494   | 46 910               | 11.875            | 85.257  |
| 1970 | 9 401 842   | 327 323              | 59.353            | 195.802 |
| 1980 | 17 664 171  | 642 850              | 91.918            | 222.293 |
| 1990 | 29 631 427  | 1 176 055            | 152.317           | 324.387 |
| 2000 | 49 369 429  | 1 589 428            | 141.011           | 458.731 |
| 2005 | 52 230 323  | 1 892 100            | 99.437            | 490.147 |
| 2006 | 52 821 778  | 2 057 175            | 96.889            | 489.406 |
| 2007 | 54 167 817  | 2 095 293            | 95.168            | 492.569 |
| 2008 | 53 472 915  | 2 133 302            | 90.346            | 485.783 |
| 2009 | 50 937 897  | 1 837 054            | 80.174            | 463.111 |
| 2010 | 53 013 771  | 2 231 348            | 76.445            | 464.432 |
| 2011 | 56 443 657  | 2 169 304            | 82.314            | 487.162 |
| 2012 | 57 520 001  | 2 066 431            | 80.380            | 482.242 |
| 2013 | 58 040 000  | 2 130 000            | 79.165            | 472.692 |
| 2014 | 59 566 132  | 2 132 131            |                   | 469.062 |
| 2023 | 59 359 539  | 1 931 296            |                   | 430.436 |

## Fotogalerie

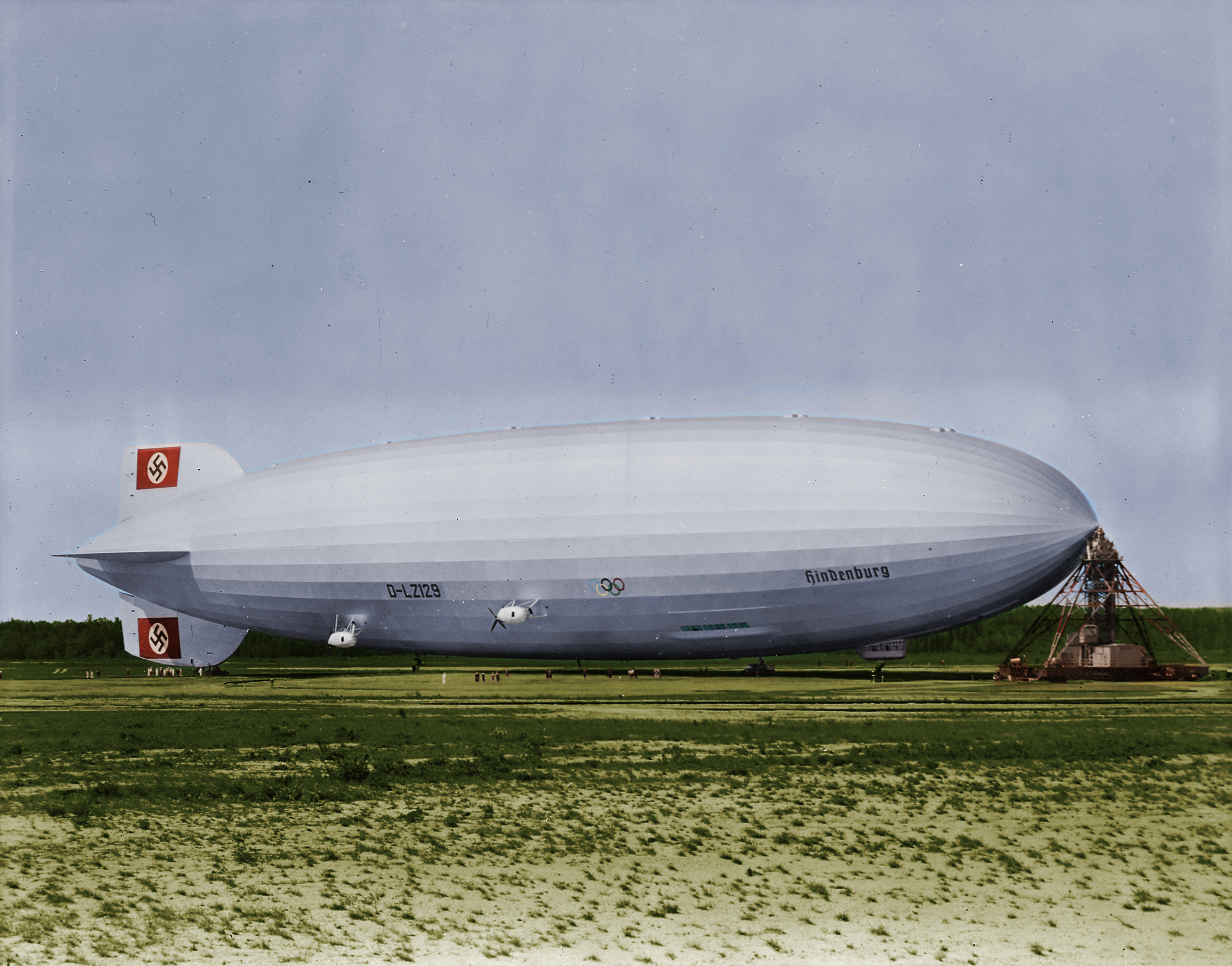
LZ 129 Hindenburg v Lakehurstu, 1936
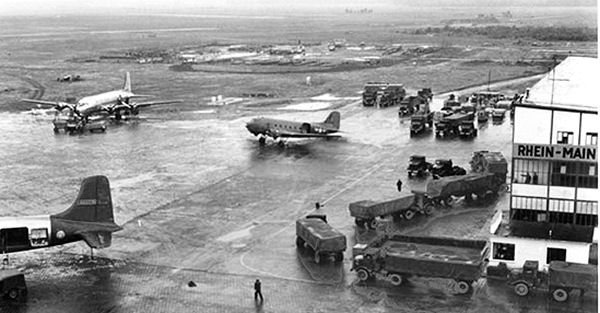
Letadla z Berlína, 1967
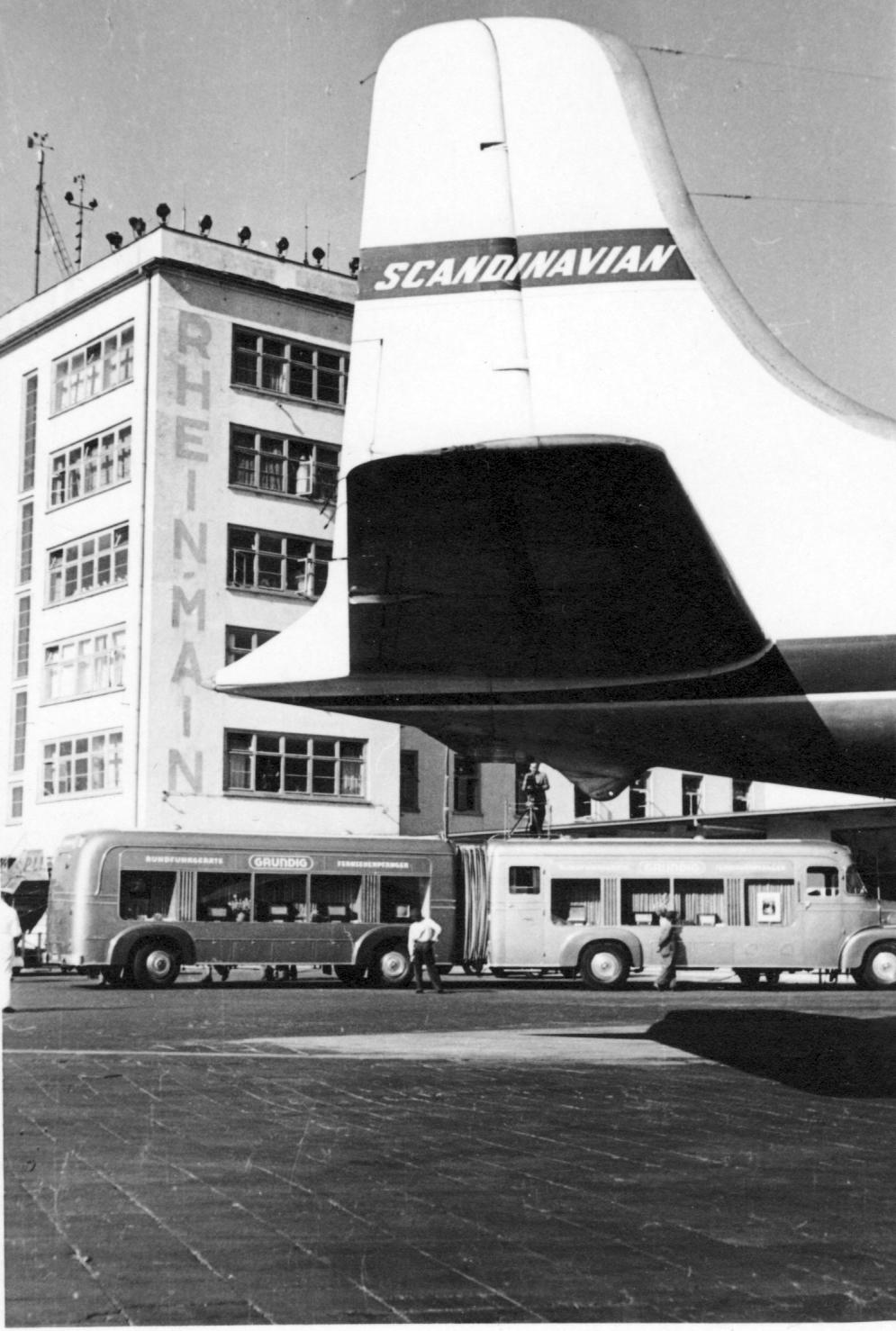
Letiště v roce 1951
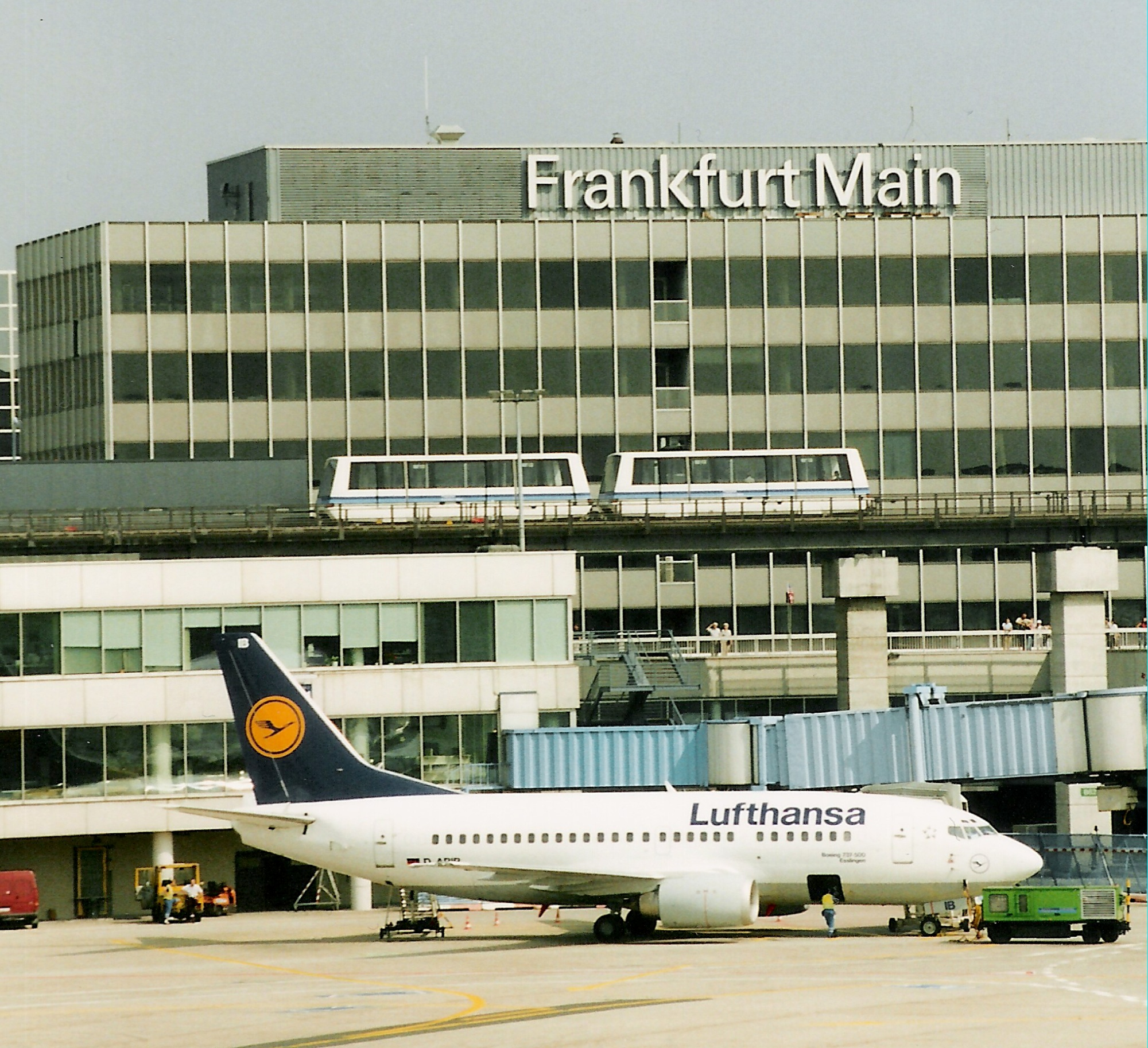
Boeing 737-500 Lufthansa před Terminálem 1 v létě 2002
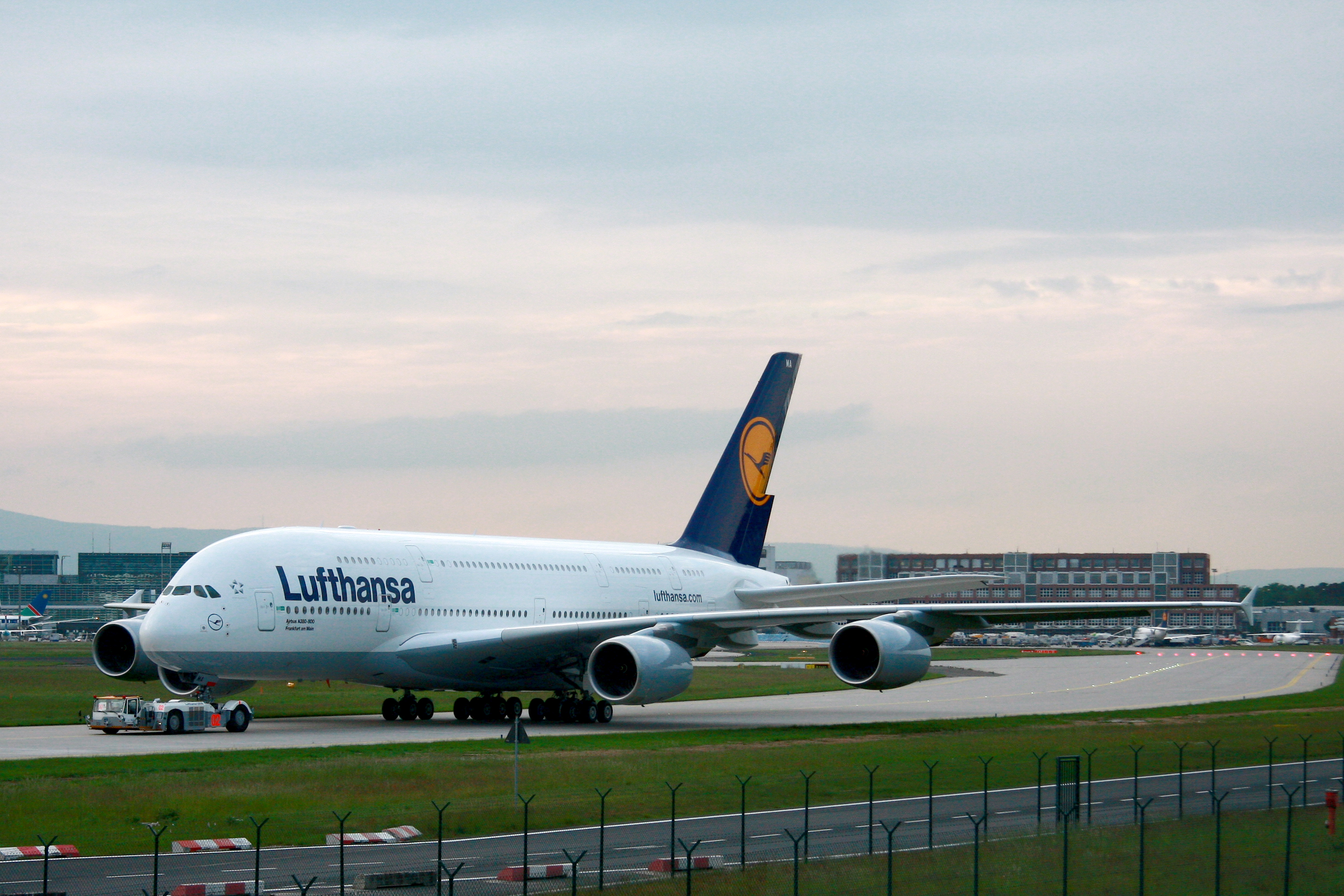
Airbus A380 společnosti Lufthansa, 2010